# Sofia Nadyrsjina
Sofia Valerjevna Nadyrsjina (Joezjno-Sachalinsk, 14 mei 2003) is een Russische snowboardster.

## Carrière
Bij haar wereldbekerdebuut, op 7 december 2019 in Bannoje, werd Nadyrsjina gediskwalificeerd. Daags na haar debuut scoorde ze in Bannoje haar eerste wereldbekerpunten. In januari 2020 stond de Russin in Scuol voor de eerste maal in haar carrière op het podium van een wereldbekerwedstrijd. Op 9 januari 2021 boekte Nadyrsjina in Scuol haar eerste wereldbekerzege. Op de FIS wereldkampioenschappen snowboarden 2021 in Rogla werd ze wereldkampioene op de parallelslalom, daarnaast behaalde ze de zilveren medaille op de parallelreuzenslalom.

## Resultaten

### Wereldkampioenschappen
| Jaar | Plaats | Resultaten                            |
| ---- | ------ | ------------------------------------- |
| 2021 | Rogla  | Parallelslalom · Parallelreuzenslalom |

### Wereldbeker
Eindklasseringen
| Seizoen   | PAR | PGS | PSL |
| --------- | --- | --- | --- |
| 2019/2020 | 9e  | 36e | 5e  |

Wereldbekerzeges
| Datum           | Plaats      | Onderdeel            |
| --------------- | ----------- | -------------------- |
| 9 januari 2021  | Scuol       | Parallelreuzenslalom |
| 12 januari 2021 | Bad Gastein | Parallelslalom       |